# Franzenium
Franzenium is een geslacht van uitgestorven palaeotheriide herbivore zoogdieren dat behoort tot de Perissodactyla. Het leefde in het Midden tot Laat- Eoceen (ongeveer 45 - 38 miljoen jaar geleden) en zijn fossiele overblijfselen zijn gevonden in Spanje.

## Beschrijving
Franzenium moet vaag op een tapir hebben geleken, ook al miste het de typische romp en was het slanker van bouw. Franzenium moest bij de schoft ongeveer vijfenzeventig centimeter bereiken. Vergeleken met andere soortgelijke dieren (zoals Palaeotherium), bezat Franzenium een gebit bestaande uit kiezen met een veel hogere kroon (hypsodont). De snijtanden waren groot, terwijl de hoektanden klein waren. Het premolaarsegment was ook verkleind en de onderste eerste premolaar was verdwenen. De poten waren, in tegenstelling tot die van andere soortgelijke vormen zoals Palaeotherium en Plagiolophus, nog steeds uitgerust met vier tenen.

## Classificatie
Franzenium werd voor het eerst beschreven door Casanovas and Santafe in 1989, op basis van fossielen gevonden in het Oviedo-gebied in lagen van het Laat-Eoceen; de typesoort is Franzenium tetradactylum. De geslachtsnaam eert Jens Lorenz Franzen. De soortaanduiding betekent 'met vier vingers'. Vervolgens werd in 1993 een andere, meer oude en basale soort beschreven, Franzenium durense met als holotype 11.006, een onderkaak afkomstig uit het gebied van Cuenca del Duero. De soortaanduiding verwijst naar de Río Duero. De twee soorten onderscheiden zich voornamelijk door de mate van ontwikkeling van het postcanine diasteem en van het hypsodonte gebit (hoger bij Franzenium tetradactylum).
Franzenium is een lid van de palaeotheriiden, een groep perissodactylen verwant aan paarden, maar met een heel ander uiterlijk. Binnen de familie is de verwantschap van Franzenium niet duidelijk, aangezien hij basale kenmerken bezat (de vier vingers in de ledematen) en afgeleide (de duidelijke mate van hypsodontie van de kiezen). Het is mogelijk dat dit dier verwant was aan een weinig bekende vorm uit Zuid-Frankrijk, Mekodontherium (Remy, 2000).

## Paleo-ecologie
De hooggekroonde kiezen suggereren dat Franzenium zich voedde met harde en nogal taaie planten, die efficiënt moesten worden verwerkt. In dezelfde gebieden leefden andere palaeotheriiden met vergelijkbare kenmerken, hoewel groter in omvang, zoals Cantabrotherium; het is mogelijk dat Spanje, in het bovenste Eoceen, een zekere mate van isolement had behouden vanwege de Atlantische wateren die het westelijke deel van het Ebro-bekken nog steeds bedekten. Er ontwikkelde zich een inheemse fauna van palaeotheriiden, misschien geschikt voor een droger klimaat en taaier voedsel.